# Mandevilla rugellosa
Mandevilla rugellosa är en oleanderväxtart som först beskrevs av Louis Claude Marie Richard, och fick sitt nu gällande namn av L. Allorge-boiteau. Mandevilla rugellosa ingår i släktet Mandevilla och familjen oleanderväxter. Inga underarter finns listade i Catalogue of Life.